# Hinea
Hinea is een geslacht van slakken uit de superfamilie van de Cerithioidea. De wetenschappelijke naam van het geslacht werd voor het eerst geldig gepubliceerd in 1847 door Gray.

## Soorten
De volgende soorten zijn bij het geslacht ingedeeld:
- Hinea akuana (Rehder, 1980)
- Hinea brasiliana (Lamarck, 1822)
- Hinea fasciata (Pease, 1868)
- Hinea inepta (Gould, 1861)
- Hinea lineata (da Costa, 1778)
- Hinea longispira (E. A. Smith, 1872)
- Hinea nucleola (Mörch, 1876)
  - = Planaxis nucleola Mörch, 1876
- Hinea punctostriata (E. A. Smith, 1872)
- Hinea zonata (A. Adams, 1853)